# Goundam
Cet article possède un paronyme, voir Gundam.
Goundam est une ville et une commune malienne, chef-lieu du cercle de Goundam dans la région de Tombouctou, à 90 km au sud-ouest de Tombouctou.

## Politique
| Année | Maire élu       | Parti politique   |
| ----- | --------------- | ----------------- |
| 2004  | Seck Oumou Sall | Indépendant       |
| 2009  | Seck Oumou Sall | Mouvement citoyen |

## Démographie
La densité de la population communale au recensement de 2009 atteint 125 habitants/km2 avec 12 586 habitants pour 125 km2. La croissance de la population s'élève à 3% entre 1998 et 2009.
| 1976   | 1987   | 1998  | 2009   |
| ------ | ------ | ----- | ------ |
| 10 468 | 13 352 | 9 030 | 12 586 |

## Histoire
Au moins depuis 2012, la région est directement concernée par la guerre du Mali.

## Transport
À dix km de la ville se situe un aérodrome désaffecté en 2015 ayant une piste de latérite de 1 400 mètres sur 25.

## Jumelages
- Châtillon-sur-Chalaronne (France) depuis 2003[7]